# Club Atlético Racing (fútbol femenino)
El Club Atlético Racing, conocido generalmente como Racing de Córdoba o Racing de Nueva Italia, es una entidad deportiva argentina de la ciudad de Córdoba. Fue fundado el 14 de diciembre de 1924 y su actividad principal es el fútbol profesional.
Comenzó a formar un equipo femenino en 2009. En 2012 empezó a competir en los torneos de la Liga Cordobesa de Fútbol, donde actualmente disputa cada año los campeonatos de Primera A y la Copa Córdoba.

## Historia
El equipo de Racing de Nueva Italia fue uno de los primeros planteles femeninos en conformarse en la ciudad de Córdoba. En 2012, la LCF impuso la obligatoriedad de contar con un plantel femenino a todos los clubes y comenzaron los torneos regulares.
En los primeros años, destacó la figura de Alaides Paz, quien alcanzó la cifra de casi 100 goles con la camiseta celeste y blanca.
El primer título llegó en 2017, cuando Las Académicas ganaron el Apertura en una final por penales a Belgrano. Daiana Domeniconi fue quien marcó el gol sobre la hora en la final ante el Pirata. El mismo año, Racing consiguió el subcampeonato en la final anual, nuevamente ante Belgrano.
Al año siguiente, Racing le ganó nuevamente una final a Belgrano por el título anual de la Liga Cordobesa de Fútbol 2018. También fue por penales tras un resultado 1 a 1, en un partido cuyo gol fue anotado por la volante Carolina López. De ese equipo destacaron Celina Alfonso y Mayra Acevedo, quienes se ubicaban entre las máximas anotadoras del torneo. Virginia Caula, Arianna Reche y Belén Taborda también fueron piezas claves para lograr el título, como así también Catalina Primo, que fue convocada a la Selección Argentina sub-20.
Para 2019, muchas futbolistas partieron a Talleres, Belgrano y otros clubes a nivel nacional. Sin embargo, Racing continuó siendo protagonista en la provincia. Su entrenador Walter Luna finalmente se despidió del club tras haber conseguido ambos títulos para ser reemplazado por la dupla Érika Fronteras y Hugo Duarte.

## Jugadoras
El último plantel inscripto en la Liga Cordobesa para la temporada 2024 estuvo conformado por Romina Venecia, Agostina González, Ayelén Cruz, Marianela Martínez, Marilyn Martínez, Celeste Gallego, Rocío Monje, Soledad Minervi, Luz Minervi, Tiziana Sosa, Camila Chincarini, Paula Iturre Tisera, Guadalupe Balcázar, Pamela Guzmán, Lorena Matievich, Abigail Vaca, Nariana Polanco, María Rosales, Sheila Aguilera y Malena González. El director técnico es Diego Díaz y el preparador físico es Diego Ferrero.

## Palmarés
| Títulos locales (1) | Títulos locales (1) | Títulos locales (1) |
| Competición         | Títulos             | Subcampeonatos      |
| ------------------- | ------------------- | ------------------- |
| Primera A (1/1)     | 2018.               | 2017.               |

| Otros títulos locales (1) | Otros títulos locales (1) | Otros títulos locales (1) |
| Competición               | Títulos                   |                           |
| ------------------------- | ------------------------- | ------------------------- |
| Apertura Primera A (1)    | 2017.                     |                           |